# Der rosa Diamant
Der rosa Diamant è un film muto del 1926 diretto da Rochus Gliese.

## Trama
Zum blökenden Ochsen è il nome di un locale malfamato dove capitano Stuart e Held. I due, un direttore e di teatro e un regista, stanno cercando qualche ispirazione per il loro spettacolo e incontrano nella taverna la graziosa Nelly, una ladruncola che viene colta sul fatto mentre cerca di sgraffignare l'orologio di Stuart. I due si fanno raccontare la triste storia della bella fanciulla che li commuove e li spinge a darle l'occasione di riscattarsi. Stuart, infatti, le procura una piccola parte nello spettacolo che sta mettendo in scena e che ha come primadonna l'attrice Lady Fox. La star, che sfoggia un prezioso diamante rosa, però trova subito da ridire sulla nuova venuta che, per l'eccitazione, alla prima prova si dimentica le battute. Benché Lady Fox si rifiuti di lavorare con Nelly, ormai lo spettacolo è sul punto di andare in scena e non c'è tempo per fare cambiamenti. Intanto Tobian, il protettore di Nelly, ricatta la ragazza chiedendole duemila marchi per lasciarla libera. Lei, per procurarsi il denaro che, ovviamente, non ha, ruba il diamante rosa. Alla fine, il diamante viene restituito, Nelly può lavorare nella rivista e conquista il cuore di Stuart.

## Produzione
Il film fu prodotto dalla Universum Film AG (UFA).
Le scenografie sono firmate da Egon Eiermann, uno dei nomi di punta dell'architettura tedesca, qui alla sua unica sua prova cinematografica.

## Distribuzione
Distribuito dalla Decla-Bioscop AG e dalla UFA con visto di censura del 12 novembre 1925, il film uscì nelle sale cinematografiche tedesche dopo essere stato presentato a Berlino l'8 marzo 1926 con il titolo originale Der rosa Diamant, conosciuto anche con quello alternativo di Fleurette. In Finlandia, il film venne distribuito il 16 agosto di quell'anno.